# 安第斯文明
安第斯文明是指位於哥伦比亚南部的安地斯山脈、秘鲁沿海沙漠以及智利和阿根廷西北部的由多种文化和民族组成的文明。秘鲁的小北文明是美洲已知最古老的文明，它的歷史可追溯到公元前3200年。 